# Дворник

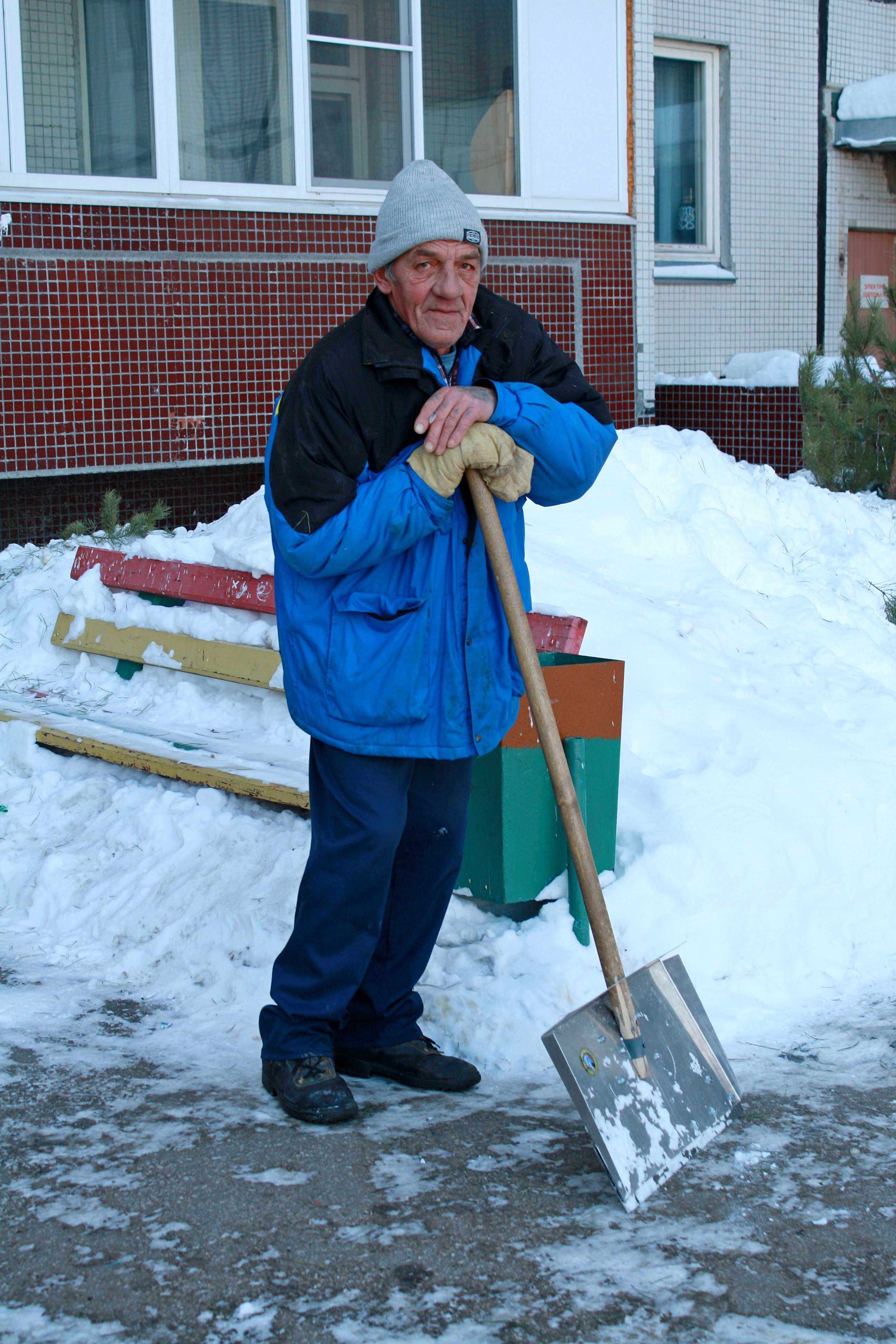
Дворник в одном из дворов Тольятти (Россия)

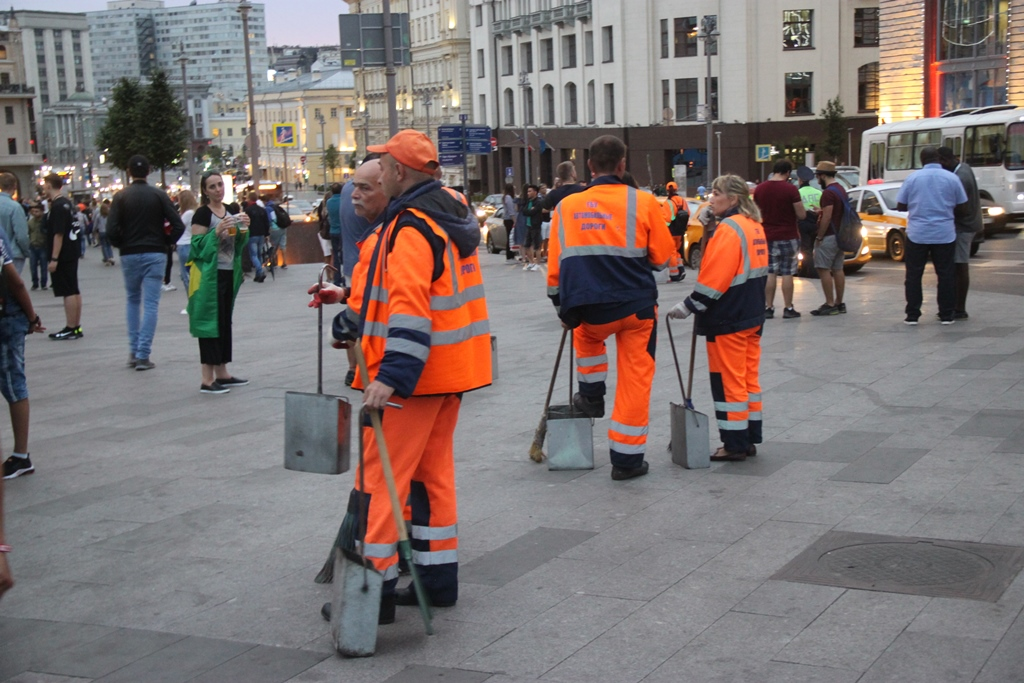
Дворники на Лубянской площади (Москва, Россия)

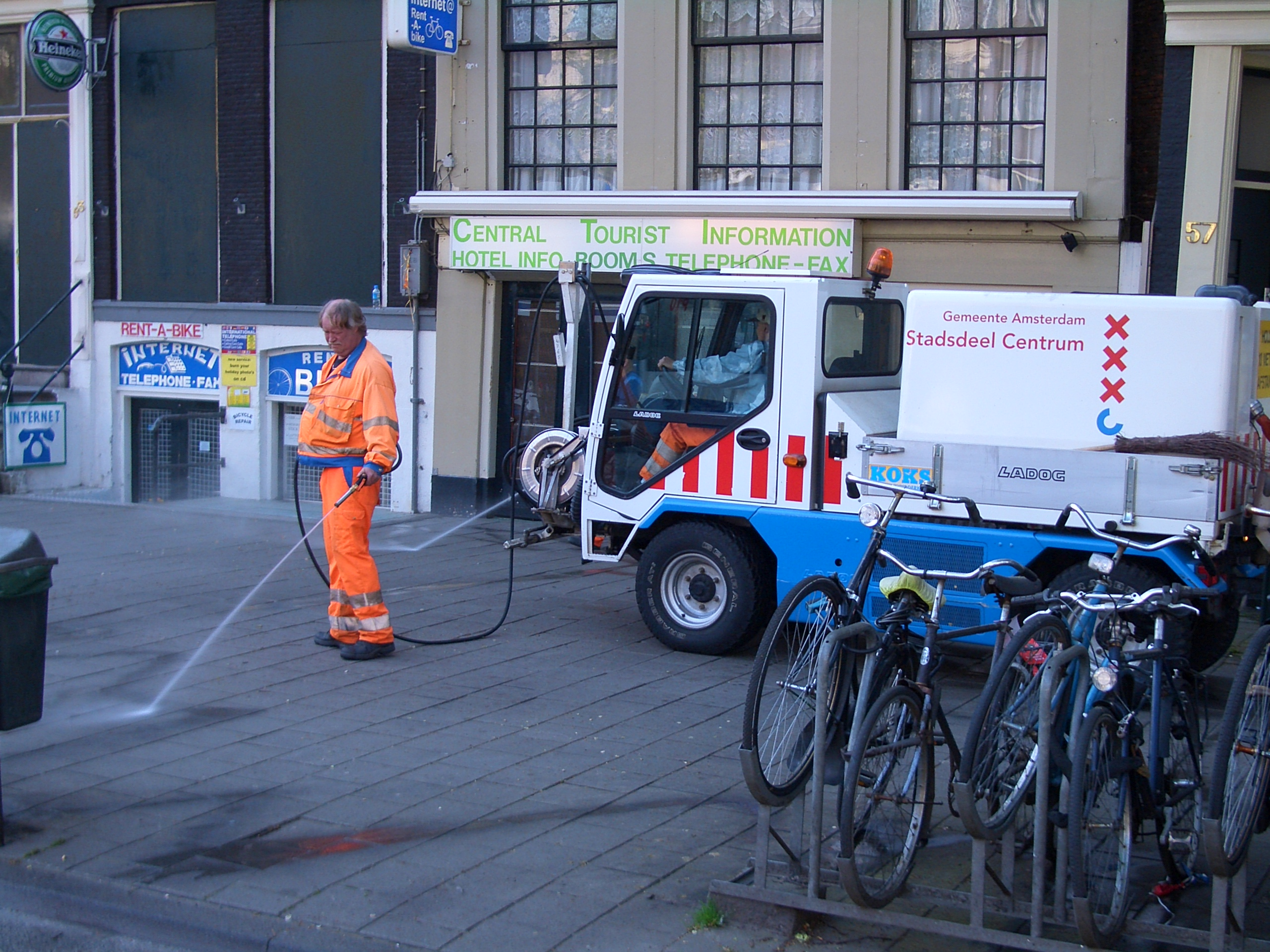
Дворник, поливающий асфальт в Амстердаме (Нидерланды)

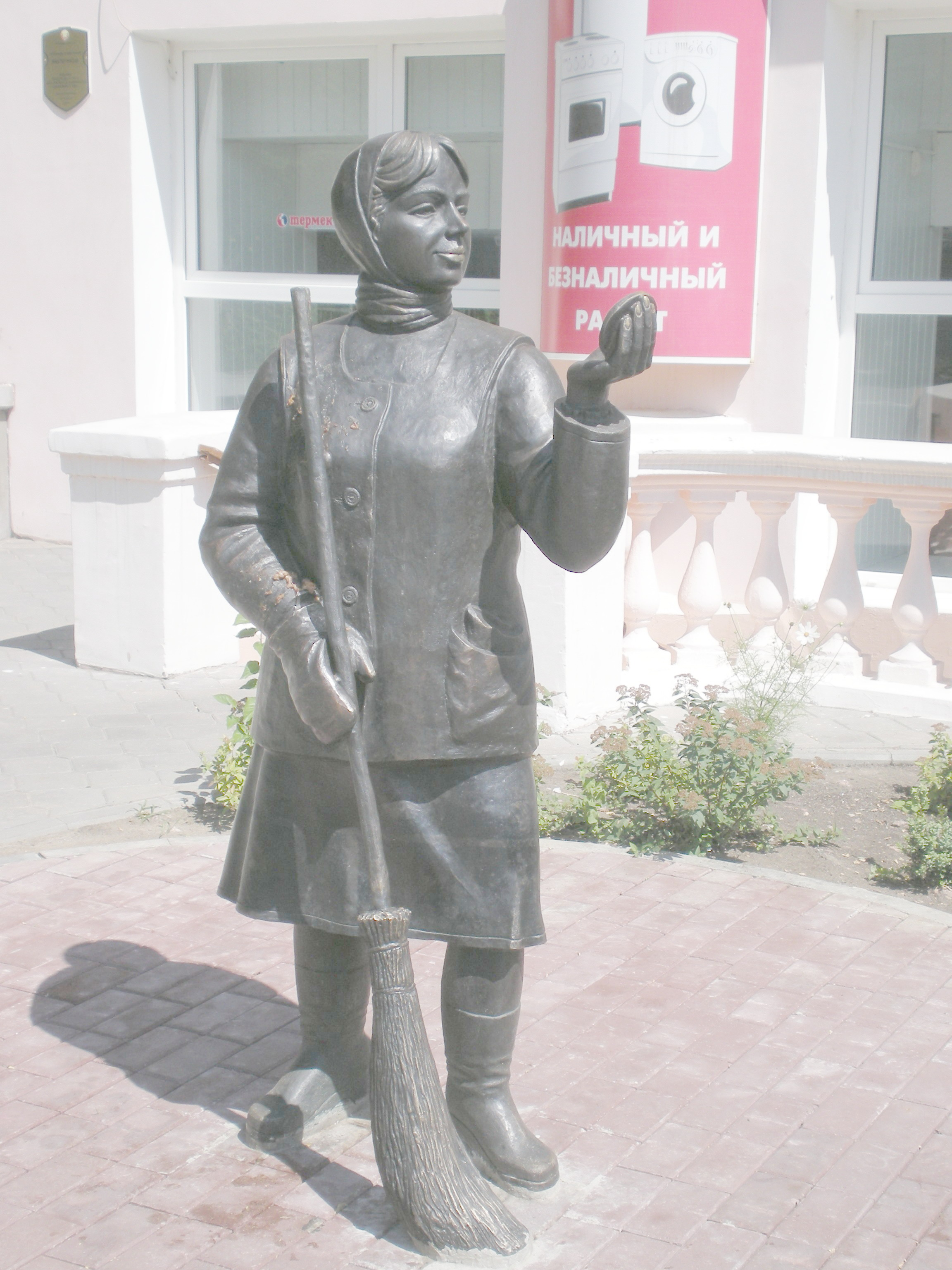
Памятник дворнику, установленный в Гомеле (Белоруссия)

Дво́рник — человек, работа которого связана с поддержанием чистоты и порядка во дворе и на улице. Название профессии происходит от слова двор, то есть дворник — это уборщик двора. Смежные профессии: уборщица, мусорщик, мусоропроводчик, садовник. По профессии дворника могут работать как мужчины, так и женщины, всех возрастов. Иногда дворники работают по совместительству сторожами, а сторожа подрабатывают дворниками.

## Профессия
Дворник (уборщик двора) — необходимая и незаменимая профессия в деле поддержания чистоты в городах. Включает в себя множество трудовых функций.

Памятник дворнику в Санкт-Петербурге

## История

### XVI—XVII века
Дворники — в XVI—XVII веках слуги управлявшие городским домом и хозяйством феодалов, в том числе осадными дворами в городах (крепостях), а так же занимавшиеся ремеслами и торговлей. Во время осады крепости на них возлагались обязанности осадной службы. Дворниками становились «гулящие люди» — вольные люди, которые вышли из других сословий (посадские люди, обедневшие «дети боярские» и пр.). Дворники не имели собственных дворов и проживали в хозяйском.

### XIX век
В царской России дворник был не просто уборщиком. Дворники выполняли многочисленные функции по поддержанию порядка, в частности задерживали нищих, а также полотеров, трубочистов и водопроводчиков, не имеющих опознавательных знаков (блях), не допускали игры во дворах на шарманках. Подобная ситуация сохранялась и в СССР до середины XX века. Дворники носили металлические нагрудные знаки и имели свистки, которыми оповещали городовых о нарушителях общественного порядка. В Москве с 1879 года по 1917 год дворники носили отличительные знаки на фуражках. Вместе с тем фиксировались случаи, когда дворники выступали пособниками воров и хулиганов, одновременно, почти все петроградские дворники, а также швейцары, конторщики и паспортисты были агентами полиции или жандармов. По сути, дворник считался самым нижним чином полиции.
Дворник закрывал ворота во двор дома вечером и открывал их утром. В богатых доходных домах дворники имели подручных, которые убирали мусор, в более бедных — справлялись с мусором сами

### XX век
И в царской России, и в советские времена, и сейчас дворниками работали и работают чаще всего люди, приехавшие в город из другой местности. В советский период дворникам предоставляли служебное жилье; это практика частично существует и в современной России.
Начиная с 30-х годов XX века в СССР труд по уборке улиц и дворов стал становиться механизированным. Стали широко использоваться подметальные машины и машины для мойки улиц, в 1970-х появились машины-пылесосы.
В 1987 году у дворников КНР появился профессиональный праздник (кит. 环卫工人节), отмечаемый 26 октября. Изначально он отмечался в городе Муданьцзян, затем распространился на всю страну.

### XXI век

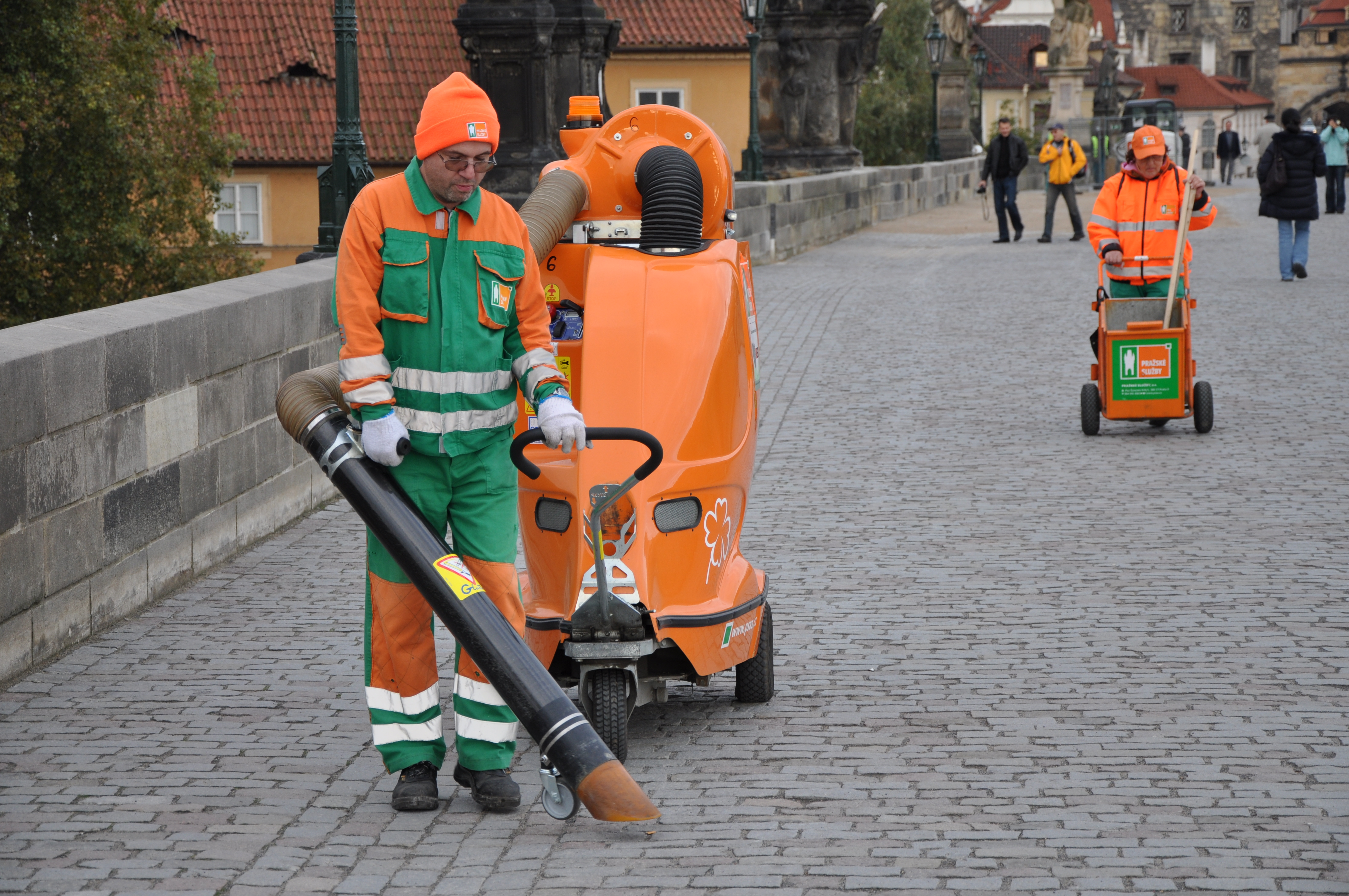
Дворник убирает улицу пылесосом в Праге (Чехия)

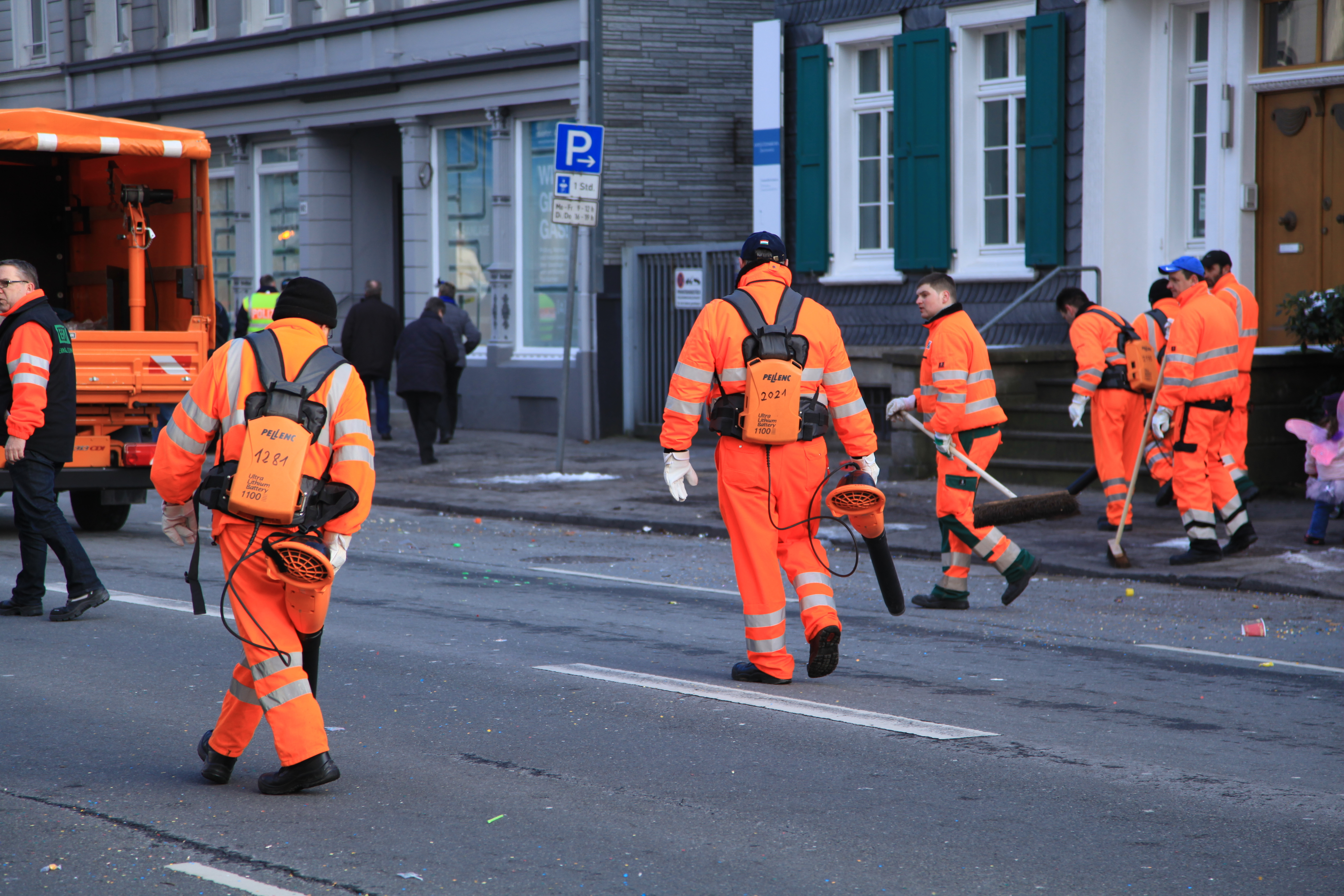
Дворники в Вупперале (Германия)

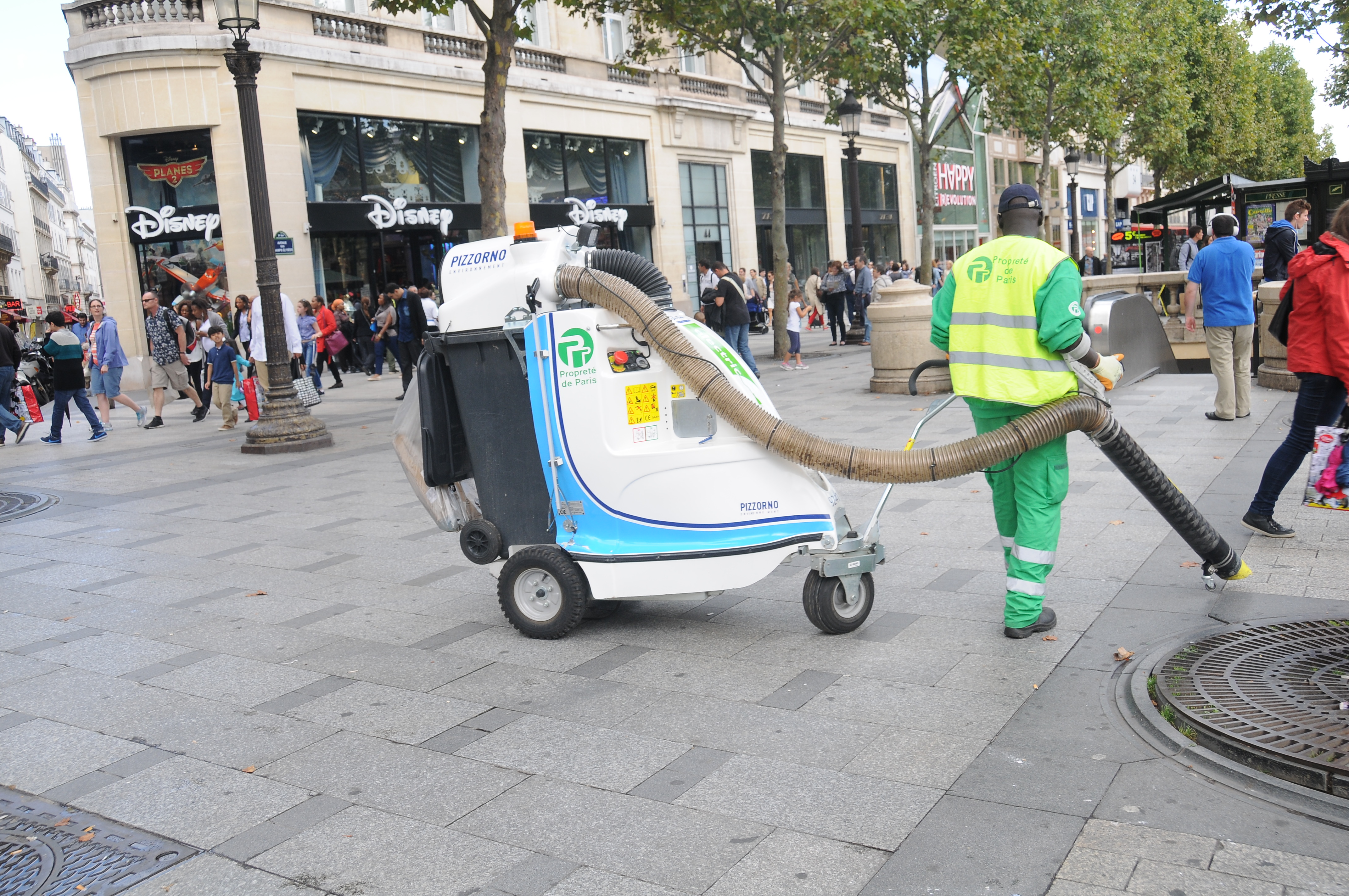
дворник во Франции

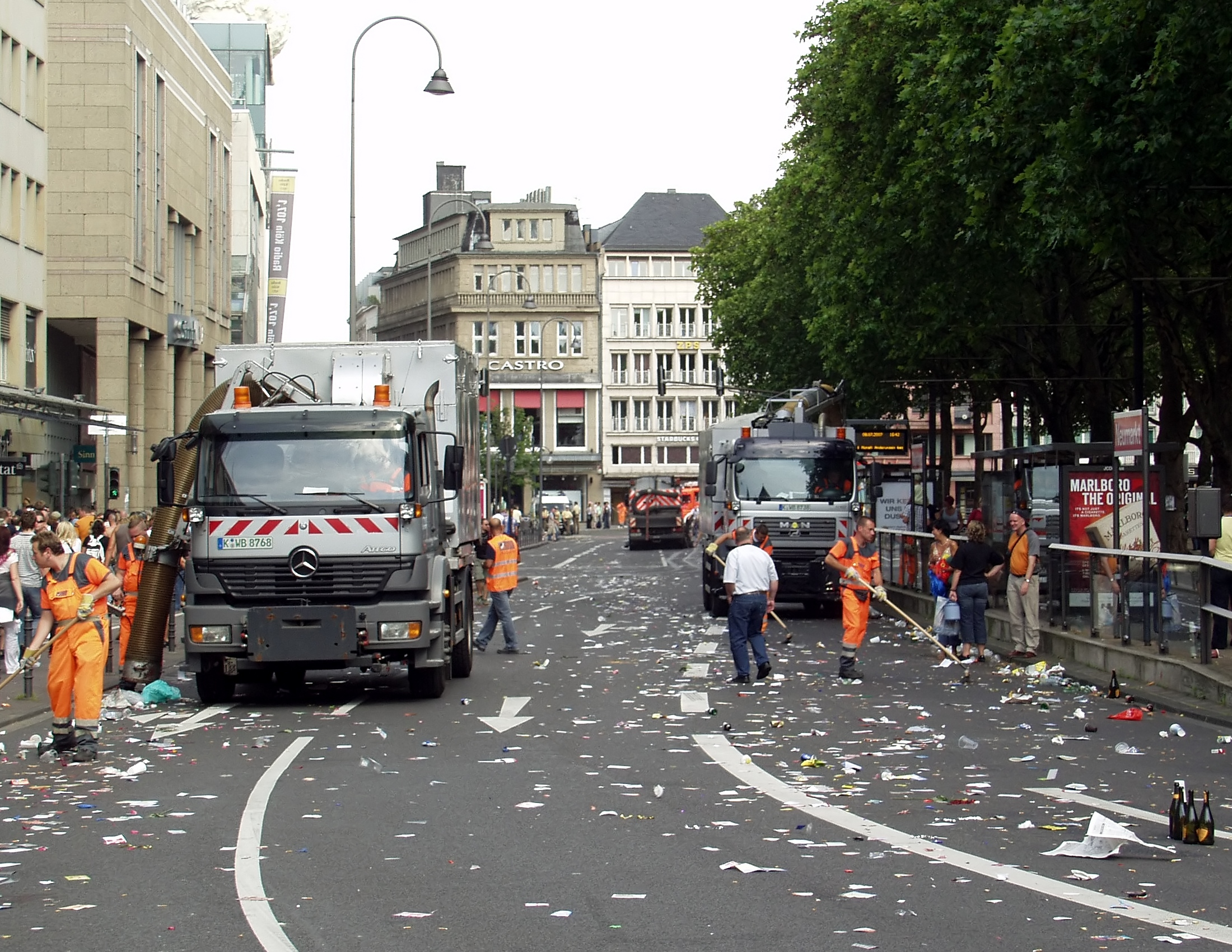
Дворники
убирают улицу на Ноймаркте в Кёльне (Германия) после парада в честь Дня Кристофера Стрита

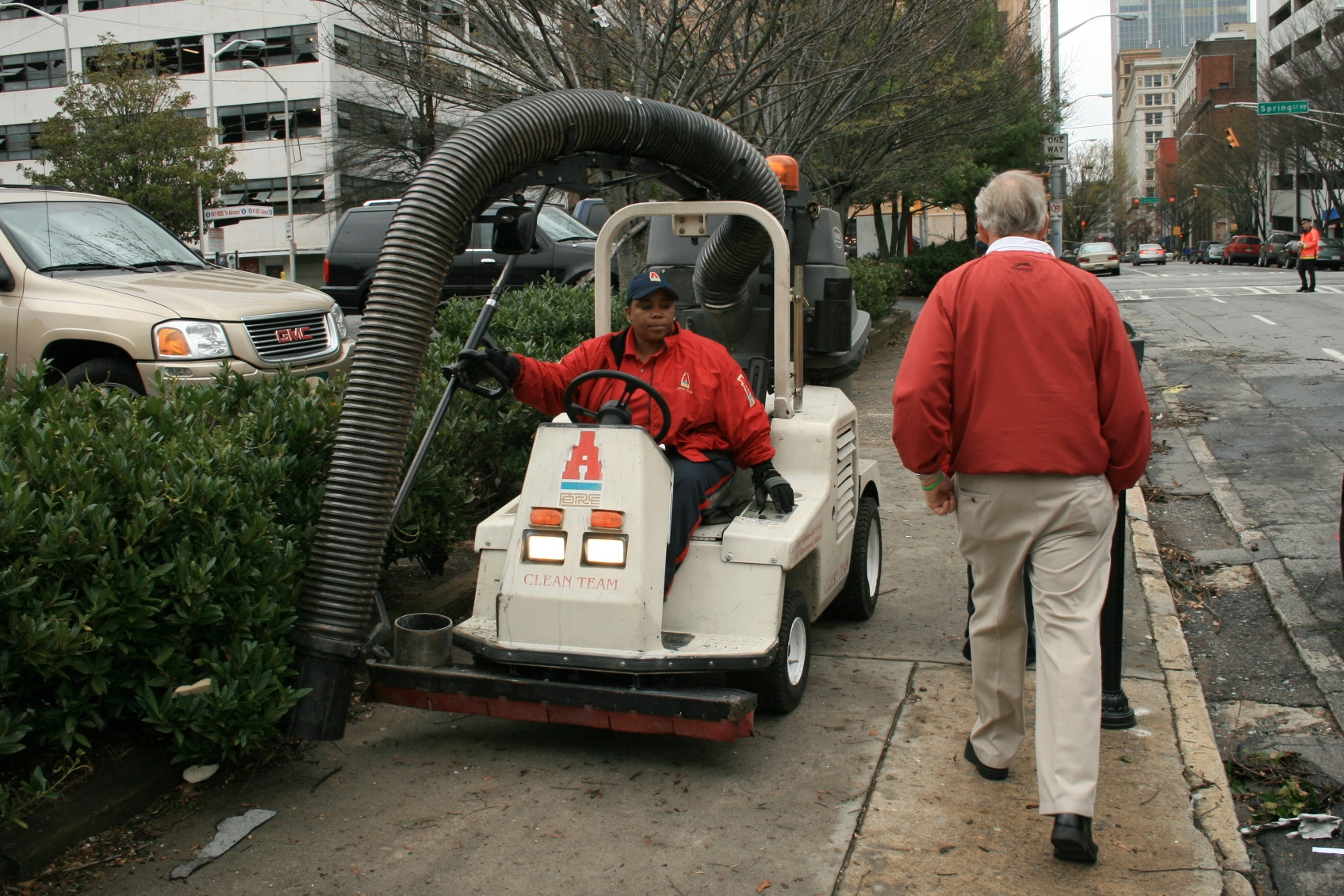
мусороуборочная машина -пылесос в Атланте 2008 год

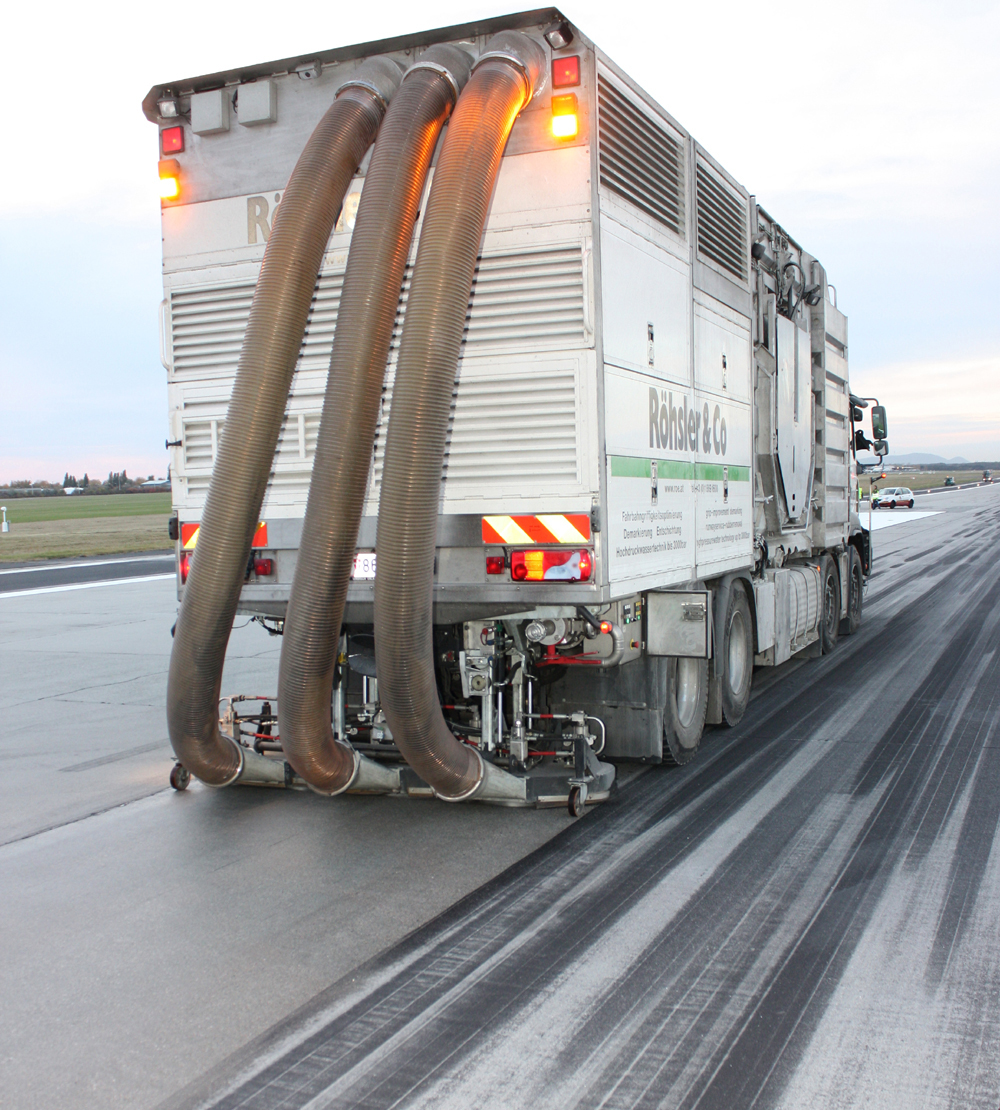
большая мусороуборочная машина -пылесос

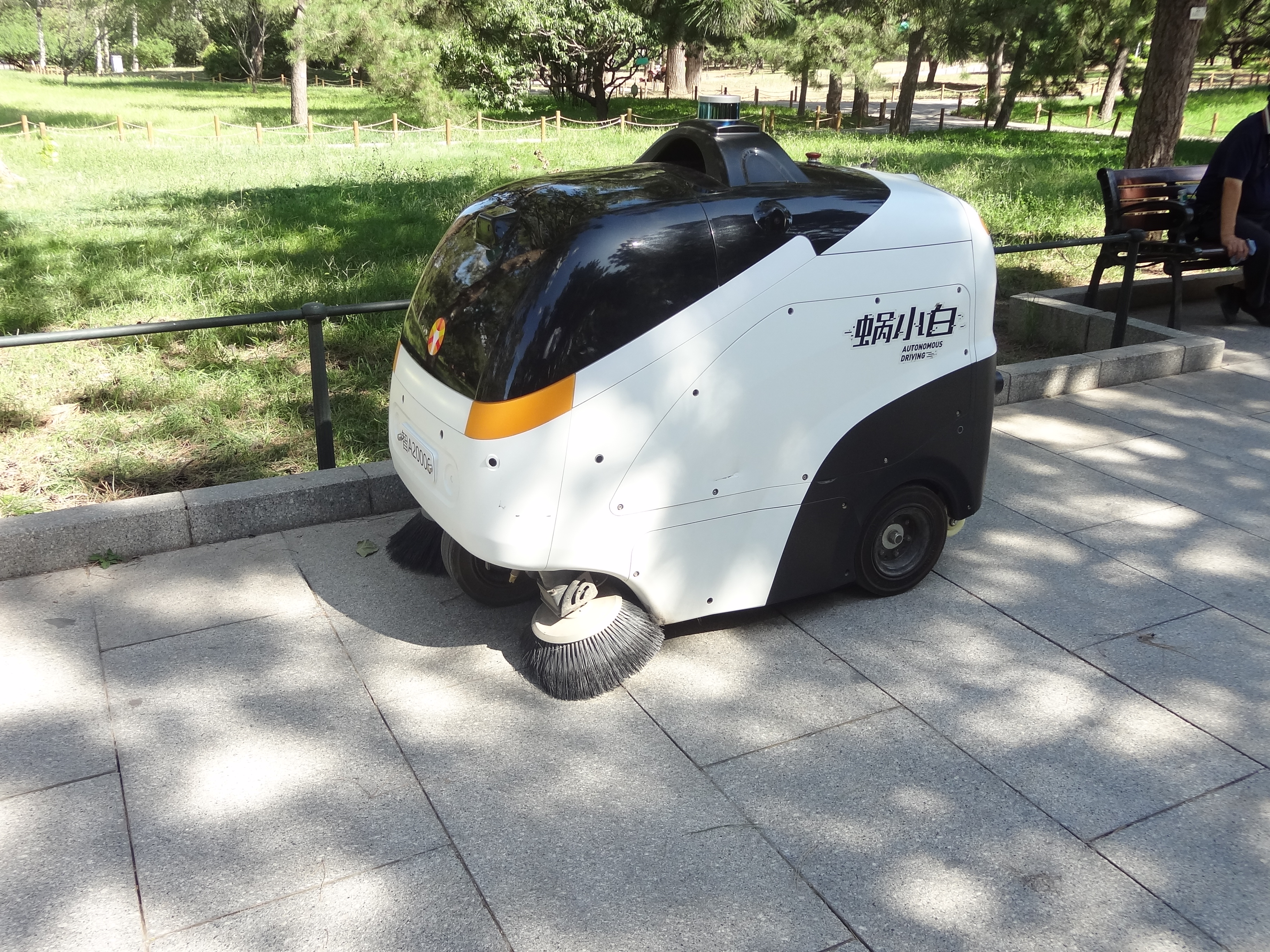
Робот-дворник в ботаническом саду в Китае

В XXI веке коммунальные машины стали представлять собой комплексные механизмы, состоящие из подметального агрегата, поливальной установки, пылесоса и бункера-накопителя. Пока ещё ручной труд дворника применяется и в начале XXI века, когда роботы станут дешевле, чем труд человека, тогда улицы будут убирать роботы. Труд человека облегчили с помощью различных приспособлений, например специального захвата, с помощью которого можно не нагибаясь поднять с земли и положить в тележку для мусора какой-нибудь предмет, уличные пылесосы. Для уборки улиц начали применять роботов.

## Дворницкий инструмент

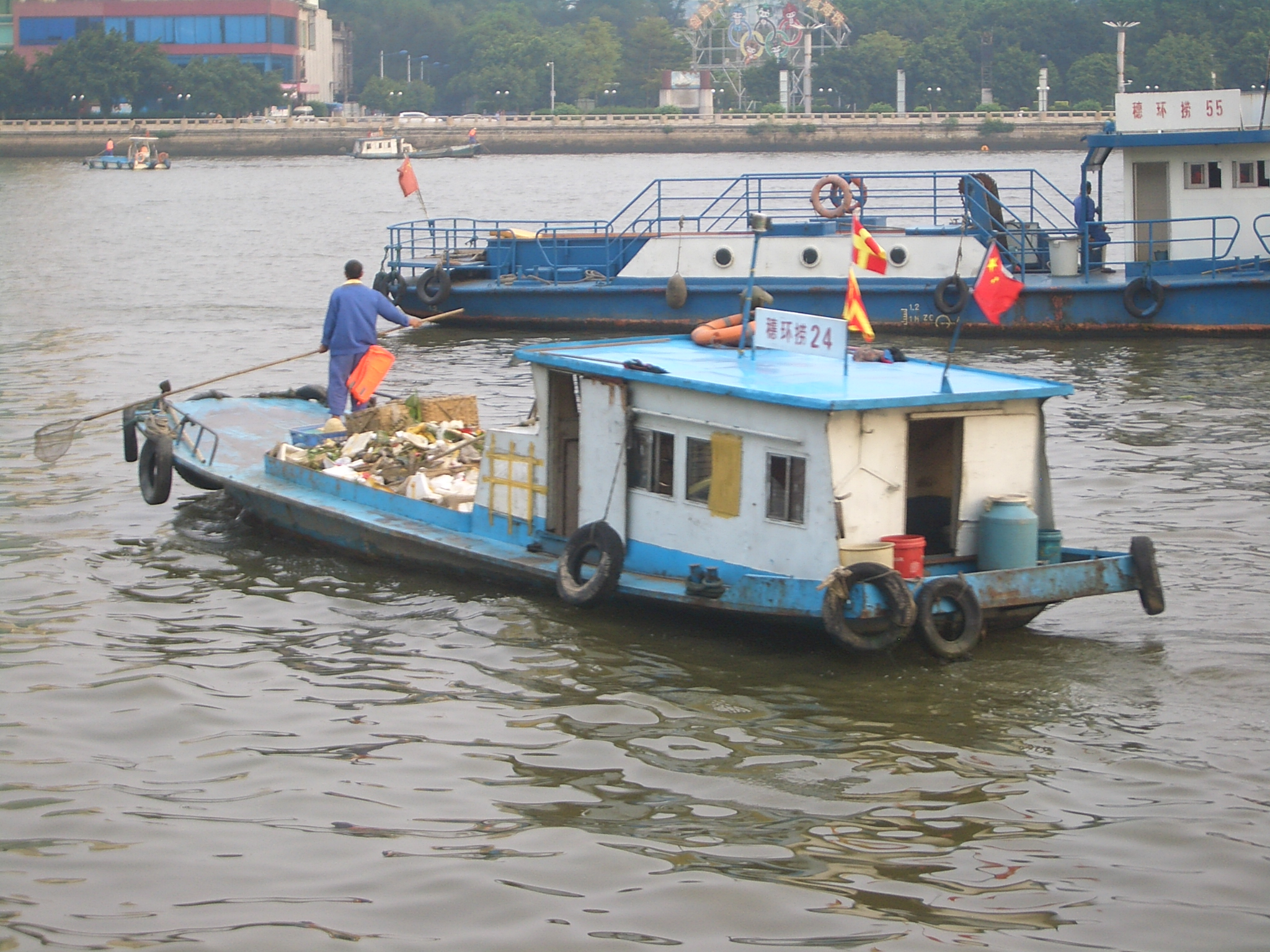
Уборка речной акватории имеет свою специфику

В работе дворника используются различные инструменты и приспособления, в частности:
- Мётлы: подметание мелкого мусора (пыль, листья и т. п.).
- Совок (дворницкий): переноска мелкого мусора, заметенного метлой.
- Лопата (совковая и снегоуборочная): расчистка, перенос и погрузка мусора, сдвигание снега, расчистка, перенос и погрузка снега.
- Вёдра (ёмкости): ручная переноска твердых и жидких отходов и мусора.
- Грабли (обычные и веерные): уборка газонов (от скошенной травы, листьев и веток деревьев, мусора).
- Скребок для снега: сдвигание снега.

Вспомогательные средства:
- Топоры: рубка кустарников и веток деревьев, изготовление кольев и их забивание.
- Пила: отпиливание веток деревьев, распиливание крупного древесного мусора.
- Кувалда: раскалывание и компактификация мусора, забивание кольев и стоек ограждений.
- Коса: кошение травы.
- Вилы: загрузка скошенной травы и отходов в контейнер.
- Секатор: обрезание побегов и нетолстых веток у кустарников и деревьев.
- Носилки (рабочие): переноска мусора, песка, грунта.
- Лом (инструмент): колка льда, уборка камней и тяжелого мусора.
- Щётка-смётка: Уборка стружек, опилок и пыли с уличного оборудования.

Средства механизации:
- Тележки (тачка): перевозка инструмента, песка, грунта, мусора.
- Грузовые автомобили: перевозка крупногабаритного мусора на свалки.
- Подметально-уборочная машина
- Снегоуборочная машина
- Мусорная машина
- Автомобиль-вышка
- Газонокосилка (бензиновая, электрическая, механическая) или триммер: кошение травы, стрижка газонов.
- Мотопила
- Воздуходувка: сдувание листьев, хвои и мелкого мусора.

Ёмкости для сбора мусора и отходов:
- Мусорные контейнеры (баки).
- Мусорные урны.
- Мусорные пакеты (мешки).

Спецодежда:
- Рабочие рукавицы, Рабочие перчатки.
- Рабочий костюм спецодежда, комбинезон, полукомбинезон.
- Сигнальный жилет (оранжевого цвета) со светоотражающими полосами.
- Обувь рабочая, сапоги.

Расходные материалы:
- Вода: полив территории, газонов, растений.
- Песок: уборка разлитых смазок и масел, при уборке экскрементов (животных и человека), как противогололедное средство.
- Соль: как противогололедное средство.
- Реагент противогололедный: противогололедное средство.
- Краска: покраска лавок, скамеек, беседок, оборудования детских (качели, карусели) и спортивных (лесенки, турники, брусья) площадок.

Подсобные помещения:
- Дворницкая: подсобное помещение для хранения инвентаря и спецодежды.

## Предприятия, использующие труд дворника
- Специализированные организации жилищно-коммунального хозяйства.
- Жилищные (ЖК), жилищно-строительные (ЖСК) кооперативы, товарищества собственников жилья (ТСЖ).
- Муниципальные учреждения.
- Промышленные предприятия.
- Предприятия торговли, рынки.
- Вокзалы и аэропорты (внешние территории).
- Частные домовладения.
- Автостоянки, гаражные кооперативы.

## Дворник в произведениях искусства

Памятник дворнику в Тюмени.

Памятник дворнику в Балашихе

Профессия дворника в силу своей широкой распространенности и известности нашла большое отражение в культуре многих стран и народов. Некоторые примеры упоминания дворников в творчестве писателей:
- Произведение И. Ильфа и Е. Петрова «Двенадцать стульев», и одноимённый кинофильм Двенадцать стульев (1971), режиссёр Л. И. Гайдай (роль дворника Тихона исполняет Юрий Никулин).
- Произведение И. С. Тургенева «Муму»: главный герой Герасим служил дворником.
- В 2004 году во Владимире открыт памятник дворнику.[14]
- В июне 2006 года установлен памятник дворнику на Иркутском тракте в Томске.
- В 2006 году памятники дворнику установлены в Белгороде и Москве[15].
- В 2007 году в Уфе также установлен памятник дворнику.
- В сентябре 2007 года памятник Дворнику открыт в сквере на проспекте Ленина в Балашихе.
- В январе 2009 года в Тюмени на улице Профсоюзной, по примеру других городов, был установлен памятник дворнику.
- В Санкт-Петербурге (у Пушкинского театра) установлен памятник дворнику.
- Памятник дворнику имеется и в Ялуторовске, на перекрёстке улиц Ленина и Оболенского.
- У группы Агата Кристи в альбоме «Опиум» есть песня «Дворник» (музыка и слова — Глеб Самойлов)
- В творчестве Сергея Минаева есть песня о дворнике — Гимн Дворников. Альбом 1987 года. Песня «Я-Дворник»
- У дуэта «Иваси» есть песня о дворнике — «Дворник Степанов» (1987), которую исполняют также другие певцы.[16][17]
- В альбоме Равноденствие (1987) группы «Аквариум» есть песни «Великий дворник» и «Поколение дворников».
- Роман Сенчин «Один плюс один». Дело происходит в Петербурге, дворник подметает площадь вокруг станции метро «Ломоносовская».
- «Лаврские дворники». Документальный фильм режиссёра Ольги Молокановой. Историю лаврских дворников рассказали два бывших дворника: киевский поэт и художник Варел Лозовой и известный украинский музыкант, лидер группы «Мандры» — Сергей Фоменко (Фома).
- Питер FM. Российский художественный фильм 2006 года, режиссёр Оксана Бычкова. Главный герой Максим — молодой архитектор по образованию, приехал в Питер из Нижнего Новгорода, подрабатывает дворником.
- В Калининграде выпускается бесплатная общественно-политическая газета «Дворник».[18]
- «Дворник на Луне» — мультипликационный фильм по мотивам произведений Даниила Хармса.[19][20]